# لونا ۸

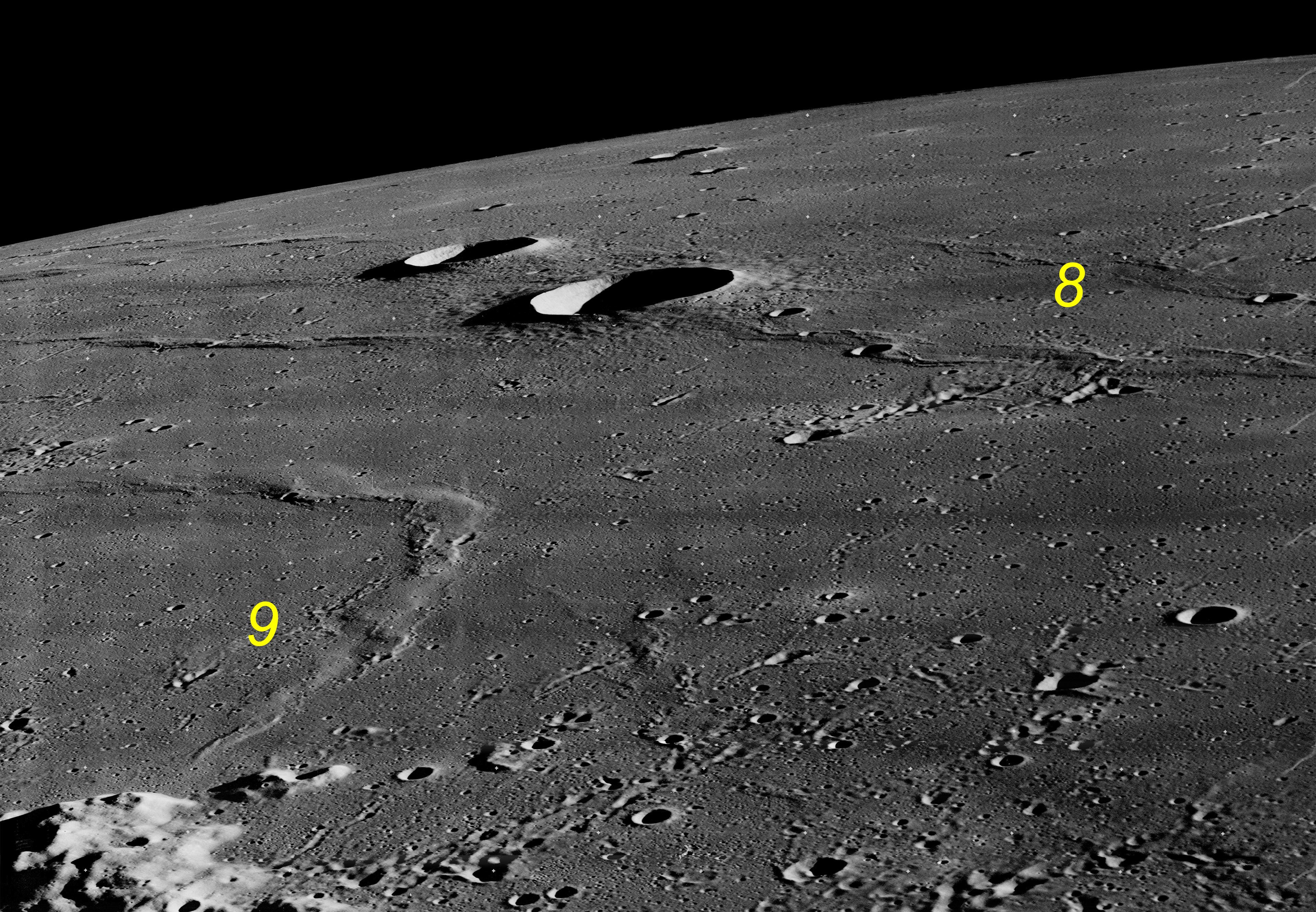
نمایی از محل فرود لونا ۸ (8 زرد) بر روی کرهٔ ماه - تاریخ عکس؛ ۱۹۶۷

لونا ۸ (به انگلیسی: Luna 8) یا لونیک ۸ (به انگلیسی: Lunik 7) یک فضاپیمای برنامه لونا ساخت اتحاد جماهیر شوروی سوسیالیستی است. این فضاپیما با هدف فرود بر کره ماه در ۳ دسامبر ۱۹۶۵ به فضا پرتاب شد. با شلیک رتراکت، فضاپیما به بخشی از ماه اقیانوس طوفان‌ها اصابت کرد.